# 어느 벵갈 기병의 삶
《어느 벵갈 기병의 삶》(영어: The Lives Of A Bengal Lancer)은 미국에서 제작된 헨리 해서웨이 감독의 1935년 영화이다. 게리 쿠퍼 등이 주연으로 출연하였고 루이스 D. 라이튼 등이 제작에 참여하였다.
이 영화는 조감독상 수상 및 기타 후보 지명(각본상, 작품상 포함)을 포함, 7개의 아카데미상에 지명되었다.

## 줄거리
영국령 인도 북서부 국경 지역, 벵갈 랜서 부대에 스코틀랜드계 캐나다인 알란 맥그리거 중위는 신병들을 맞이한다. 새로 온 두 명의 장교 중 존 포사이드 중위는 경험 많은 기병으로 다소 능글맞은 성격이며, 도널드 스톤 중위는 부대 지휘관인 톰 스톤 대령의 아들이다. 스톤 중위는 아버지의 부름으로 인도에 오게 되었다고 기대했지만, 정작 아버지는 다른 병사들과 똑같이 대하며 아들을 차갑게 대한다. 어린 시절 이후 아버지와 다시 만날 날을 고대했던 스톤 중위는 아버지의 태도에 실망하여 술에 빠진다.
한편, 모하메드 칸이라는 반란군 지도자가 영국에 대항하는 봉기를 준비하고 있다는 정보를 입수한 부대는 탄약 수송대를 호위하려 한다. 칸은 러시아 출신의 미녀 첩자 타니아 볼칸스카야를 이용해 스톤 중위를 유혹하고 납치해 탄약 수송 계획을 알아내려 한다. 아버지의 냉대에 실망한 스톤 중위는 타니아에게 넘어가고 만다. 스톤 대령은 아들의 구출을 망설이고, 이에 실망한 맥그리거와 포사이드 중위는 명령 없이 밤에 부대를 나선다. 그들은 상인으로 위장해 칸의 요새에 침투하지만, 과거 사교 행사에서 만났던 타니아에게 정체를 들키고 포로로 잡힌다.
칸은 고문으로 탄약 수송 계획을 알아내려 하고, 결국 스톤 중위는 아버지에게 버려졌다는 생각에 사로잡혀 정보를 누설한다. 칸의 반군은 탄약 수송대를 습격하여 탄약을 탈취한다. 탄약 탈취 소식을 접한 스톤 대령은 병력을 이끌고 칸의 요새를 공격한다. 포로로 잡혀있던 맥그리거와 포사이드는 탈출하여 요새의 탄약고를 폭파한다. 맥그리거는 기관총 사격 중 전사하고, 스톤 중위는 칸을 처치하며 명예를 회복한다. 반군은 지도자를 잃고 항복한다. 전투에서의 용맹함을 인정받아 포사이드와 스톤 중위는 무공훈장을 수여받고, 맥그리거는 사후에 최고 무공훈장을 받는다.

## 출연
- 게리 쿠퍼 - 앨런 맥그레거 중위
- 프랜숏 톤 - 존 포사이스 중위
- 리처드 크롬웰 - 도널드 스톤 중위
- 가이 스탠딩 - 톰 스톤 대령
- C. 오브리 스미스 - 해밀턴 소령
- 캐슬린 버크 - 타니야 볼칸스카야
- 더글러스 덤브릴 - 모하메드 칸
- 콜린 태플리 - 배럿 중위
- 럼즈든 헤어 - 우들리 소장
- C. 캐럴 나이시 - 대재상

## 기타
- 조연출: 클렘 뷰챔프
- 미술: 롤랜드 앤더슨
- 미술: 한스 드레이어
- 의상: 트라비스 밴톤